# Ontario, Wisconsin
Ontario är en ort i Vernon County i Wisconsin i USA. Vid 2010 års folkräkning hade Ontario 554 invånare.